# Sommet de l'OTAN de décembre 1989
Pour un article plus général, voir Sommet de l'OTAN.
Le sommet de l'OTAN Bruxelles décembre 1989 est le 10e sommet de l'OTAN, conférence diplomatique réunissant en session extraordinaire à Bruxelles, en Belgique, le 4 décembre 1989, les chefs d'État et de gouvernement des pays membres de l'Organisation du traité de l'Atlantique nord.